# Шевчук Амвросій Михайлович
Амвросій Михайлович Шевчук (1906, село Балучин, Австро-Угорщина, тепер Буського району Львівської області — ?) — український радянський діяч, новатор сільськогосподарського виробництва, голова колгоспу «Перемога» (імені 50-річчя Великого Жовтня) села Балучин Буського району Львівської області. Герой Соціалістичної Праці (22.03.1966). Депутат Верховної Ради СРСР 3—4-го скликань.

## Біографія
Народився в бідній селянській родині. З дитячих років працював у сільському господарстві в рідному селі.
Після захоплення Західної України СРСР, з вересня 1939 року — голова сільського тимчасового комітету села Балучина. До початку німецько-радянської війни 1941 року — голова виконавчого комітету Балучинської сільської ради Красненського району Львівської області.
У липні 1944—1945 роках — знову голова виконавчого комітету Балучинської сільської ради Красненського району Львівської області.
У 1945—1948 роках — завідувач Красненського районного відділу соціального забезпечення, заступник голови виконавчого комітету Красненської районної ради депутатів трудящих Львівської області.
З 1948 року — голова колгоспу «Перемога» (потім — імені 50-річчя Великого Жовтня) села Балучин Красненського (Буського) району Львівської області.
Член ВКП(б) з 1951 року.
22 березня 1966 року отримав звання Героя Соціалістичної Праці з врученням ордена Леніна і золотої медалі «Серп і молот» за високі показники очолюваного ним колгоспу. 
Потім — на пенсії.

## Нагороди
- Герой Соціалістичної Праці (22.03.1966)
- два ордени Леніна (26.02.1958, 22.03.1966)
- орден Жовтневої Революції
- медалі